# Błaszki (plaats)
Błaszki is een stad in het Poolse woiwodschap Łódź, gelegen in de powiat Sieradzki. De oppervlakte bedraagt 1,62 km², het inwonertal 2229 (2005).

## Verkeer en vervoer
- Station Błaszki